# Francisco de Figueroa

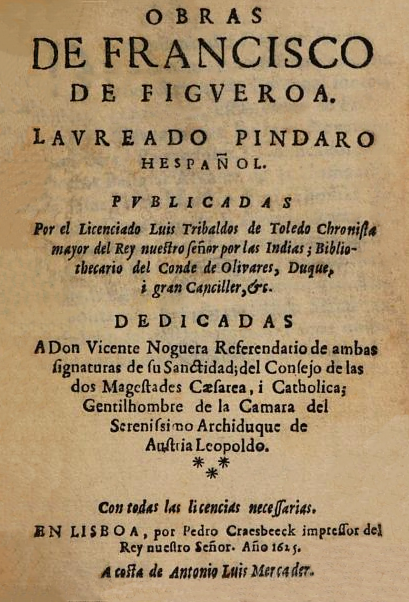
Obras de Francisco de Figueroa (Lisboa 1625) por Luis Tribaldos de Toledo.

Francisco de Figueroa (Alcalá de Henares, c. 1530 - ibíd., c.1588) fue un poeta español del Renacimiento.

## Biografía
Estuvo en Italia como soldado y, como llegó a dominar la lengua toscana como la suya propia, escribió poesía tanto en italiano como en español y realizó estudios universitarios en dicho país. Sirvió a numerosos diplomáticos españoles, por ejemplo al embajador español en Francia, Perrenot de Granvela (1559-61); Antonio Pimentel de Herrera, sexto conde de Benavente y virrey de Valencia (c. 1567) y Carlos de Aragón y Tagliavia, primer duque de Terranova y príncipe de Castelvetrano (1578-79). En 1579 viajó por Flandes con este último. Como demuestra su editor y biógrafo Christopher Maurer, recorrió además Francia, Alemania y Valencia. Se especula que fue miembro de academias de Nápoles, Roma, Bolonia y Siena y se sabe que fue contino del rey Felipe II desde 1561, repartiendo su residencia entre la Corte y Alcalá, adonde finalmente se retiró, junto a su esposa, María de Vargas, con quien contrajo matrimonio en 1575. Se relacionó con los poetas y escritores más importantes de su tiempo, como Pedro Laínez y Miguel de Cervantes. El humanista Luis Tribaldos de Toledo editó su obra en 1625 en Lisboa, y la salvó así de perecer, ya que, según la leyenda transmitida por Tribaldos, Figueroa, como otro Virgilio, mandó quemarla poco antes de morir. 
La trayectoria poética de Figueroa es muy personal, pese a inspirarse en la tradición estilnovista y petrarquista y su continuación garcilasiana, que lleva a su punto más alto; es nulo su parentesco con la lírica de Fray Luis de León, por más que se le haya sólido situar dentro de la mal llamada escuela salmantina. Le influye poderosamente el neoplatonismo de León Hebreo.
Respecto a su relación con Miguel de Cervantes, alcalaíno como él, casi de su misma promoción y gran lector suyo, Cervantes incluye en Galatea a Figueroa bajo el nombre de Tirsi y su amada bajo el de Filis. La identificación del pastor Tirsi con Figueroa no tiene ninguna duda ya que dentro del Libro II de La Galatea el personaje Elicio trae a colación tres poemas de Figueroa. Estos poemas son: "!Ay, de cuán ricas esperanzas vengo / al deseo más pobre y encogido!", "La amarillez y la flaqueza mía", "Sale la aurora y de su fértil manto." Asimismo, dentro del Libro VI de La Galatea de Miguel de Cervantes, también figura Figueroa como ingenio número 100 en el Canto de Calíope.
Cultivó la canción, la elegía y la glosa, aunque son los más recordados sus sonetos. Redactó además el epitafio de don Diego de Espinosa, presidente del Consejo Real y obispo de Sigüenza. Sus epístolas son también muy interesantes porque revelan la personalidad de un hombre culto y curioso, interesado por los problemas de lengua; entre ellas destaca la enviada en 1560 desde Chartres al humanista Ambrosio de Morales, en la que se diserta sobre cómo hablar y pronunciar el castellano. También hay huellas clásicas en su poesía, como la de Horacio en su canción Cuitada navecilla.

## Obra

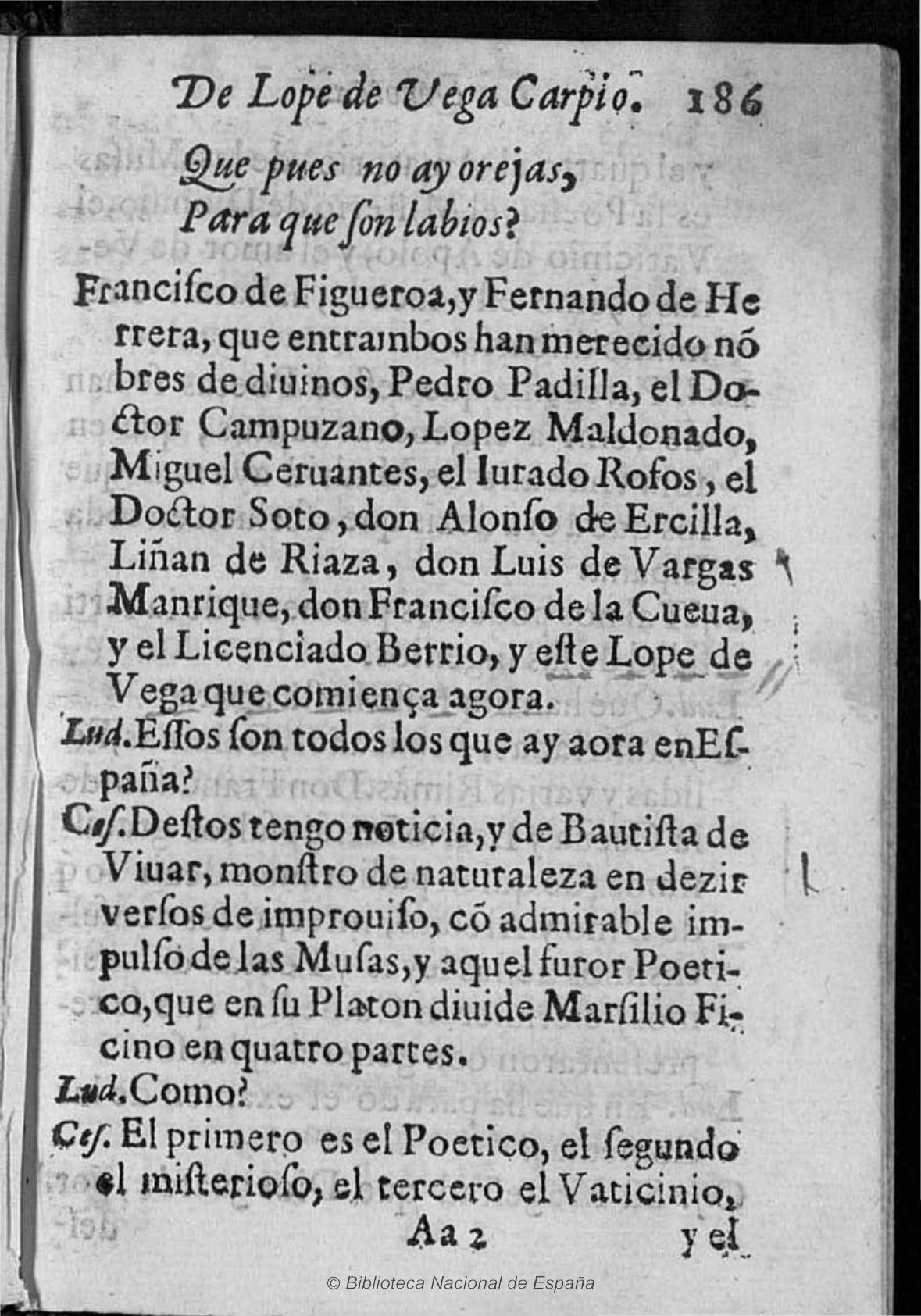
Pág. de un ejemplar de la obra de Lope de Vega La Dorotea conservado en la BNE; se nombra en este párrafo a Figueroa y a otros escritores.

Entre 1911 y 1943, cuando Ángel González Palencia publica una nueva edición de los versos de Figueroa, se agregan a su obra alrededor de 75 poemas atribuidos en manuscritos de Italia y de España, muchos de ellos recopilados por primera vez por Ramón Menéndez Pidal de los cartapacios de la Biblioteca de Palacio. Basándose en nueva información biográfica y textual, Maurer realiza en 1982 y 1988 una operación de poda, excluyendo 107 poemas atribuidos a Figueroa de modo poco firme en los manuscritos e impresos. La edición de Mercedes López Suárez, de 1989, vuelve a añadir a la obra de Figueroa el texto de varios de estos poemas desechados.
- Luis Tribaldos de Toledo. Obras de Francisco de Figueroa. Lisboa: Pedro Craesbeeck; 1625.
- Poesías de Francisco de Figueroa, llamado El Divino. Madrid: Imprenta Real; 1804.